# Давыденко, Константин Сергеевич
Константин Сергеевич Давыденко (3 февраля 1923 — 8 августа 2004) — полковник Советской Армии, участник Великой Отечественной войны, Герой Советского Союза (1945).

## Биография
Константин Давыденко родился 3 февраля 1923 года в городе Ромны (ныне — Сумская область Украины) в семье служащего. В 1936 году он окончил семь классов школы. С 1938 года проживал в Динау Узбекской ССР с 14-ти лет был воспитанником горно-кавалерийского полка в Таджикистане. В 1939 году вернулся на родину, работал помощником киномеханика в городском кинотеатре. Окончил аэроклуб. В 1939 году Константин Давыденко был призван на службу в Рабоче-крестьянскую Красную Армию, принимал участие в Польской кампании 1939 года. В 1940 году К. С. Давыденко поступил в Чугуевскую школу пилотов, вместе с которой в октябре 1941 года эвакуировался в Алма-Ату. В октябре 1942 года, в качестве выпускника Алма-атинского пехотного училища попадает на Сталинградский фронт командиром взвода пешей разведки. Был ранен осколком мины в руку, после излечения направлен на продолжение обучения и в апреле 1943 года становится лётчиком-штурмовиком, пилотом Ил-2.
В июле 1944 года во время операции "Багратион" самолет К.С.Давыденко был сбит над немецкими позициями. Стрелок-радист Всеволод Зайцев погиб, а летчик выпрыгнул с парашютом и приземлился прямо среди немецких солдат. В плену К.С.Давыденко пробыл всего три дня. Во время налета советской авиации, пользуясь неразберихой в стане врага, он швырнул махоркой в лицо своему конвоиру, и пока тот протирал глаза, скрылся в лесной чаще. Через день К.С,Давыденко вышел к своим и вернулся на место службы в родной полк. Впоследствии эпизод пленения сыграл печальную роль. И хотя во время войны никаких репрессий к летчику не применялось, после войны он не смог поступить в академию именно из-за факта плена.
К апрелю 1945 года старший лейтенант Константин Давыденко был заместителем командира эскадрильи 62-го штурмового авиаполка 233-й штурмовой авиадивизии 4-й воздушной армии 2-го Белорусского фронта. К тому времени он совершил 150 успешных боевых вылетов на штурмовку скоплений вражеских войск и боевой техники.
Указом Президиума Верховного Совета СССР от 18 августа 1945 года за «чёткую организацию действий эскадрильи, личное мужество и отвагу, проявленные в воздушных боях с врагом», старший лейтенант Константин Давыденко был удостоен высокого звания Героя Советского Союза с вручением ордена Ленина и медали «Золотая Звезда» за номером 8697.
После окончания войны Давыденко продолжил службу в Советской Армии. В 1969 году в звании майора он был уволен в запас. Проживал в Чернигове, до 1980 года работал в «Черниговтеплосети». Скончался 8 августа 2004 года, похоронен на Яцевском кладбище Чернигова.
Был также награждён двумя орденами Красного Знамени, орденами Отечественной войны I и II степеней, орденом Красной Звезды, рядом медалей.